# Ereklasse korfbal 2017-2018
De Ereklasse is de hoogste competitie voor het Nederlandse veldkorfbal. Deze competitie wordt gespeeld via 2 poules, genaamd Ereklasse A en Ereklasse B. In elke poule zitten 6 teams. Elk team speelt 10 wedstrijden in het totale seizoen. Uit beide poules degradeert de onderste club direct. De bovenste 2 teams uit elke poule gaan door naar de kruisfinales. In die kruisfinales speelt de nummer 1 van Ereklasse A tegen de nummer 2 van Ereklasse B en de nummer 1 uit Ereklasse B speelt tegen de nummer 2 van de Ereklasse A. Deze kruisfinales zijn 1 wedstrijd en de beide winnaar spelen de landelijke veldfinale.
Het hele seizoen start in september, om te pauzeren begin oktober. Dan verplaatst korfbal naar de zaal en start de Korfbal League. Na het zaalseizoen hervat de veldcompetitie weer waar het gebleven was.

## Teams
| Club                    | Ereklasse Poule | Plaats                 | Coach                           |
| ----------------------- | --------------- | ---------------------- | ------------------------------- |
| AKC Blauw-Wit           | A               | Amsterdam              | Barry Schep                     |
| AW.DTV                  | A               | Amsterdam              | Edwin Bouman                    |
| DOS'46                  | B               | Nijeveen               | Daniël Hulzebosch               |
| DVO/Accountor           | B               | Bennekom               | Ben Crum                        |
| DSC                     | A               | Eindhoven              | André Kuipers                   |
| Fortuna/Delta Logistiek | A               | Delft                  | Ard Korporaal & Damien Folkerts |
| KCC/SO natural          | A               | Capelle aan den IJssel | Richard van Vloten              |
| KZ/Thermo4U             | A               | Koog aan de Zaan       | Wim Bakker                      |
| LDODK/Rinsma Modeplein  | B               | Gorredijk              | Erik Wolsink                    |
| PKC/SWKGroep            | B               | Papendrecht            | Detlef Elewaut                  |
| TOP/Solar Compleet      | B               | Sassenheim             | Jan Niebeek                     |

## Seizoen
Ereklasse A
| pos | club                    | gs | w | g | v | pnt | dv  | dt  | dt  |
| --- | ----------------------- | -- | - | - | - | --- | --- | --- | --- |
| 1.  | Fortuna/Delta Logistiek | 10 | 8 | 1 | 1 | 17  | 222 | 182 | +40 |
| 2.  | KZ/Thermo4U             | 10 | 7 | 1 | 2 | 15  | 241 | 224 | +17 |
| 3.  | AKC Blauw-Wit           | 10 | 6 | 0 | 4 | 12  | 224 | 197 | +27 |
| 4.  | LDODK/Rinsma Modeplein  | 10 | 5 | 0 | 5 | 10  | 223 | 208 | +15 |
| 5.  | AW.DTV                  | 10 | 1 | 1 | 8 | 3   | 173 | 231 | -58 |
| 6.  | KCC/SO natural          | 10 | 1 | 1 | 8 | 3   | 177 | 218 | -41 |

Ereklasse B
| pos | club               | gs | w | g | v | pnt | dv  | dt  | dt  |
| --- | ------------------ | -- | - | - | - | --- | --- | --- | --- |
| 1.  | PKC/SWK Groep      | 10 | 8 | 1 | 1 | 17  | 222 | 182 | +40 |
| 2.  | TOP/Solar Compleet | 10 | 7 | 1 | 2 | 15  | 241 | 224 | +17 |
| 3.  | DVO/Accountor      | 10 | 6 | 0 | 4 | 12  | 224 | 197 | +27 |
| 4.  | DOS'46             | 10 | 5 | 0 | 5 | 10  | 223 | 208 | +15 |
| 5.  | LDODK              | 10 | 1 | 1 | 8 | 3   | 173 | 231 | -58 |
| 6.  | DSC                | 10 | 1 | 1 | 8 | 3   | 177 | 218 | -41 |

## Play-offs en Finale
|  | Halve finale | Halve finale            | Halve finale  |    |               | Finale                  | Finale | Finale |
|  |              |                         |               |    |               |                         |        |        |
|  | A1           | Fortuna/Delta Logistiek | 22            |    |               |                         |        |        |
|  | B2           | TOP/Solar Compleet      | 19            |    |               |                         |        |        |
|  | B2           | TOP/Solar Compleet      | 19            |    | A1            | Fortuna/Delta Logistiek | 17     |        |
|  |              |                         |               |    | A1            | Fortuna/Delta Logistiek | 17     |        |
|  |              | B1                      | PKC/SWK Groep | 20 |               |                         |        |        |
|  | B1           | B1                      | PKC/SWK Groep | 20 | PKC/SWK Groep | 26                      |        |        |
|  | B1           |                         |               |    | PKC/SWK Groep | 26                      |        |        |
|  | A2           | KZ/Thermo4U             | 16            |    |               |                         |        |        |

| Veld Kampioen van Nederland 2018 |
| -------------------------------- |
| PKC/SWK Groep                    |

## Degradatie & Promotie
De onderste ploeg uit Ereklasse A en de onderste ploeg uit Ereklasse B degraderen direct. Uit de Hoofdklasse promoveren dan 2 teams, die dan verdeeld worden over de Ereklasse poules.
Aan het eind van seizoen 2017-2018 degraderen KCC/So Natural en DSC.
Uit de Hoofdklasse promoveert Tempo en Dalto/Klaverblad.